# Dubbel en Dwars
Dubbel en Dwars was een cabaretgroep, in 1982 opgericht, voor het Leids cabaretfestival. 
De groep bestond uit de volgende cabaretiers: Jack Spijkerman, Arie van der Wulp en Joop van Dijk. Hun laatste programma was Afslag Dokkum, onder meer met het nummer Mannen met macht. Dit nummer brachten ze ook ten gehore op het 25-jarig jubileum festival van het Leids cabaretfestival in Theater Carré. In 1993 werd "Dubbel en Dwars" opgeheven.

## Programma's (onvolledig)
- 1983: De Kern van de zaak
- 1983-1984: Mag ik even afrekenen
- 1985-1986: Levend Verbrand
- 1987-1988: De vogelaar
- 1990-1991: Er staat een gek om de hoek

## Enkele nummers
- De Dood
- Geile Bertus
- Generaals in Vredestijd
- In de dagen na de dag
- De Laatste Socialist
- Moederleed
- Skinheads
- De Stoelen van Belang
- Vader Zwijgt

- Eugenie
- Het Nut Van Een Kind
- Waar stond Jij
- Vader, vader
- Standbeelden
- Rondeel Voor Een Dode
- De Trommelaar
- Sirenelied
- Oom Dolf